# 上伊豆島
上伊豆島（かみいずしま）は、福島県郡山市の町丁である。郵便番号は963-1311。

## 地理
郡山市北西部の熱海地区に属する。北で熱海町安子島、その他三方を熱海町上伊豆島に囲まれるように隣接する。熱海町上伊豆島北側の丘陵地が郡山西部第一工業団地として造成され換地処分が行われるのに伴い、熱海町上伊豆島字中舘、字二升蒔、字堀向、字柳作、字馬立、熱海町安子島字南山が分離され新設された。現在は全域が一丁目とされているが、当町丁西側の熱海町上伊豆島地内で工業団地の造成が続けられている。熱海町熱海一丁目に所在する郡山北警察署熱海駐在所及び熱海町熱海二丁目に所在する郡山消防署熱海分署がそれぞれ管轄にあたる。

## 沿革
- 2018年6月23日 - 郡山西部第一工業団地造成に伴う換地処分により、熱海町上伊豆島、熱海町安子島のそれぞれ一部が分離され新設される。

## 世帯数と人口
全域が工業用地であり、個別の人口は算出されていない。

## 小・中学校の学区
市立小・中学校に通う場合、学区は以下の通りとなる。
| 番地 | 小学校               | 中学校               |
| ---- | -------------------- | -------------------- |
| 全域 | 郡山市立喜久田小学校 | 郡山市立喜久田中学校 |

## 交通

### 道路
- 二級市道211号上伊豆島長橋線

## 施設
- 郡山西部第一工業団地
  - 河村電器産業 郡山工場
  - 安部日鋼工業 郡山工場
  - 東鉱商事 郡山西部配送センター
  - 龍森 福島工場
  - マキシス精工
  - 瀧口製作所 郡山第二工場